# William Koech
William Koech (* 2. Dezember 1961 in Lelmokwo, Nandi District) ist ein ehemaliger kenianischer Langstreckenläufer.
1991 gewann er bei den Panafrikanischen Spielen Silber über 10.000 m. Im Jahr darauf wurde er bei den Olympischen Spielen in Barcelona über dieselbe Distanz Siebter.
In den Jahren darauf war er bei Straßenläufen erfolgreich. 1995 wurde er Dritter und 1996 Zehnter beim New-York-City-Marathon. 1999 kam er beim Rom-Marathon auf den sechsten Platz.

## Persönliche Bestzeiten
- 10.000 m: 27:56,86 min, 22. September 1991, Kairo
- 10-km-Straßenlauf: 27:50 min, 28. März 1992, Mobile
- Halbmarathon: 1:01:28 h, 12. April 1993, Gualtieri
- Marathon: 2:11:09 h, 21. März 1999, Rom